# ビスマック・ビヨンボ
- ビスマック・ビオンボ

ビスマック・ビヨンボ・サンバ（Bismack Biyombo Sumba, 1992年8月28日 - )は、コンゴ民主共和国カタンガ州ルブンバシ出身のプロバスケットボール選手。ポジションはセンター。

## 経歴

### NBA以前
16歳のときにイエメンで行われたユース大会において、ヨルダン代表、アンゴラ代表のヘッドコーチを務めたマリオ・パルマに見出され、スペインで練習する環境を与えられた。スペイン2部リーグのCBイジェスカスでプレーした後、2011年1月9日、リーガACBのバロンセスト・フエンラブラダで初出場、13分間で5得点、7リバウンドを記録した。その後僅差で勝利したレアル・マドリード・バロンセスト戦では6得点、3ブロックを記録している。
2011年のナイキ・フープ・サミットでは世界選抜に選ばれ全米選抜と対戦した。この試合でビヨンボは12得点、11リバウンド、10ブロックのトリプル・ダブルを記録した。同サミットでトリプルダブルが達成されたのは初であった。

### シャーロット・ボブキャッツ/ホーネッツ
2011年のNBAドラフトにて1巡目7位でサクラメント・キングスから指名されたが、すぐにシャーロット・ボブキャッツ（現・ホーネッツ）に保有権が移動。NBAロックアウト終了後の同年12月19日にボブキャッツとの契約に合意した。

### トロント・ラプターズ
2015年6月30日にシャーロット・ホーネッツは、ビヨンボにクオリファイング・オファーを提示しないことを発表。これによりビヨンボは完全FAになった 。その後、7月18日にトロント・ラプターズとの2年総額570万ドルの契約を結んだ。2016年3月17日のインディアナ・ペイサーズ戦で16得点、25リバウンド、2ブロックを記録し、チームは101-94で勝利した。NBAプレーオフでは、セミファイナルのマイアミ・ヒート戦から、負傷のヨナス・ヴァランチューナスに代わりスターターに入り、カンファレンスファイナルのクリーブランド・キャバリアーズ戦の第3戦で、キャリアハイかつフランチャイズのプレーオフ記録となる26リバウンドを含む7得点、1アシスト、4ブロックを記録し、チームは99-84で勝利した。

### オーランド・マジック
2016年7月2日にオーランド・マジックとの4年総額7200万ドルの契約を結んだ。

### ホーネッツ復帰
2018年7月7日に3チームが絡むトレードで古巣のホーネッツに復帰した。2019年1月5日のデンバー・ナゲッツ戦でシーズンハイとなる16得点を記録したが、チームは110-123で敗れた。
11月27日のデトロイト・ピストンズ戦でシーズンハイとなる19得点を含む9リバウンド、2ブロックを記録し、チームは102-101で辛勝した。12月16日のインディアナ・ペイサーズ戦でシーズンハイとなる17リバウンドを含む11得点、1ブロックを記録したが、チームは85-107で敗れた。
2020年11月30日にホーネッツとの再契約に合意した。

### フェニックス・サンズ
2020-21シーズンオフにFAとなり、NBAの複数チームからオファーを受けていたが、同時期に父親が亡くなり、精神面が不安定なことを理由にオファーを断っていた。2021年11月にはリーガACBのサスキ・バスコニアが獲得に興味を示していると報道されたが、2022年1月1日にフェニックス・サンズとの10日間契約を結んだ。その後、同月11日にサンズとのシーズン終了までの契約を結んだ。同月22日のインディアナ・ペイサーズ戦でベンチ出場ながらキャリアハイとなる21得点を含む13リバウンド、5アシスト、1スティール、2ブロックを記録し、チームは113-103で勝利した。
7月5日にサンズと再契約した。

### メンフィス・グリズリーズ
2023年11月1日にメンフィス・グリズリーズと契約したが。2024年1月10日にグリズリーズから解雇された。

### オクラホマシティ・サンダー
2024年2月10日にオクラホマシティ・サンダーと契約した。

### サンアントニオ・スパーズ
2025年2月9日にサンアントニオ・スパーズと10日間契約を結んだ。2月21日のフェニックス・サンズ戦で初出場、16分間の出場で8得点を記録した。2度目の10日間契約を経て3月にシーズン終了までの契約を結んだ。

## 個人成績

### NBA

#### レギュラーシーズン
| シーズン | チーム | GP  | GS  | MPG  | FG%  | 3P%  | FT%  | RPG | APG | SPG | BPG | PPG |
| -------- | ------ | --- | --- | ---- | ---- | ---- | ---- | --- | --- | --- | --- | --- |
| 2011–12  | CHA    | 63  | 41  | 23.1 | .464 | ---  | .483 | 5.8 | .4  | .3  | 1.8 | 5.2 |
| 2012–13  | CHA    | 80  | 65  | 27.3 | .451 | ---  | .521 | 7.3 | .4  | .4  | 1.8 | 4.8 |
| 2013–14  | CHA    | 77  | 9   | 13.9 | .611 | ---  | .517 | 4.8 | .1  | .1  | 1.1 | 2.9 |
| 2014–15  | CHA    | 64  | 21  | 19.4 | .543 | ---  | .583 | 6.4 | .3  | .3  | 1.5 | 4.8 |
| 2015–16  | TOR    | 82* | 22  | 22.0 | .542 | .000 | .628 | 8.0 | .4  | .2  | 1.6 | 5.5 |
| 2016–17  | ORL    | 81  | 27  | 22.1 | .526 | ---  | .534 | 7.0 | .9  | .3  | 1.1 | 6.0 |
| 2017–18  | ORL    | 82* | 25  | 18.2 | .520 | .000 | .534 | 5.7 | .8  | .3  | 1.2 | 5.7 |
| 2018–19  | CHA    | 54  | 32  | 14.5 | .571 | ---  | .637 | 4.6 | .6  | .2  | .8  | 4.4 |
| 2019–20  | CHA    | 53  | 29  | 19.4 | .543 | ---  | .603 | 5.8 | .9  | .2  | .9  | 7.4 |
| 2020–21  | CHA    | 66  | 36  | 20.4 | .587 | .000 | .448 | 5.3 | 1.2 | .3  | 1.1 | 5.0 |
| 2021–22  | PHX    | 36  | 3   | 14.1 | .593 | ---  | .535 | 4.6 | .6  | .3  | .7  | 5.8 |
| 2022–23  | PHX    | 61  | 14  | 14.3 | .578 | ---  | .357 | 4.3 | .9  | .3  | 1.4 | 4.3 |
| 2023–24  | MEM    | 30  | 27  | 23.9 | .563 | ---  | .478 | 6.4 | 1.7 | .3  | 1.1 | 5.2 |
| 2023–24  | OKC    | 10  | 0   | 7.3  | .583 | ---  | .500 | 1.8 | .2  | .1  | .3  | 1.8 |
| 2024–25  | SAS    | 28  | 26  | 18.9 | .588 | ---  | .400 | 5.6 | 1.1 | .6  | .8  | 5.1 |
| 通算     | 通算   | 867 | 377 | 19.5 | .537 | .000 | .551 | 5.9 | .7  | .3  | 1.3 | 5.1 |

#### プレーオフ
| シーズン | チーム | GP | GS | MPG  | FG%  | 3P% | FT%  | RPG | APG | SPG | BPG | PPG |
| -------- | ------ | -- | -- | ---- | ---- | --- | ---- | --- | --- | --- | --- | --- |
| 2014     | CHA    | 3  | 1  | 16.0 | .600 | --- | .333 | 3.7 | .3  | .0  | .7  | 2.7 |
| 2016     | TOR    | 20 | 10 | 25.3 | .580 | --- | .597 | 9.4 | .4  | .4  | 1.4 | 6.2 |
| 2022     | PHX    | 9  | 0  | 9.6  | .647 | --- | .500 | 2.1 | .6  | .1  | .2  | 2.8 |
| 2023     | PHX    | 8  | 0  | 9.8  | .563 | --- | .500 | 3.4 | .8  | .0  | 1.3 | 3.4 |
| 通算     | 通算   | 40 | 11 | 18.0 | .589 | --- | .559 | 6.1 | .5  | .2  | 1.0 | 4.6 |